# آلان رودجرز
آلان رودجرز (بالإنجليزية: Alan Rodgers)‏ (11 أغسطس 1959 - 8 مارس 2014، آناهايم في الولايات المتحدة)؛ كاتب وروائي أمريكي.